# اندیس کوه پرک
کوه پرک یک اندیس فلزی است که در حوالی شهر چاه داشی استان خراسان قرار دارد و مادهٔ معدنی موجود در آن، مس است.سنگ میزبان این اندیس پگماتیت، شیست است  در این اندیس، پاراژنز‌های کالکوسیت یافت می‌شوند.